# Noodparlement

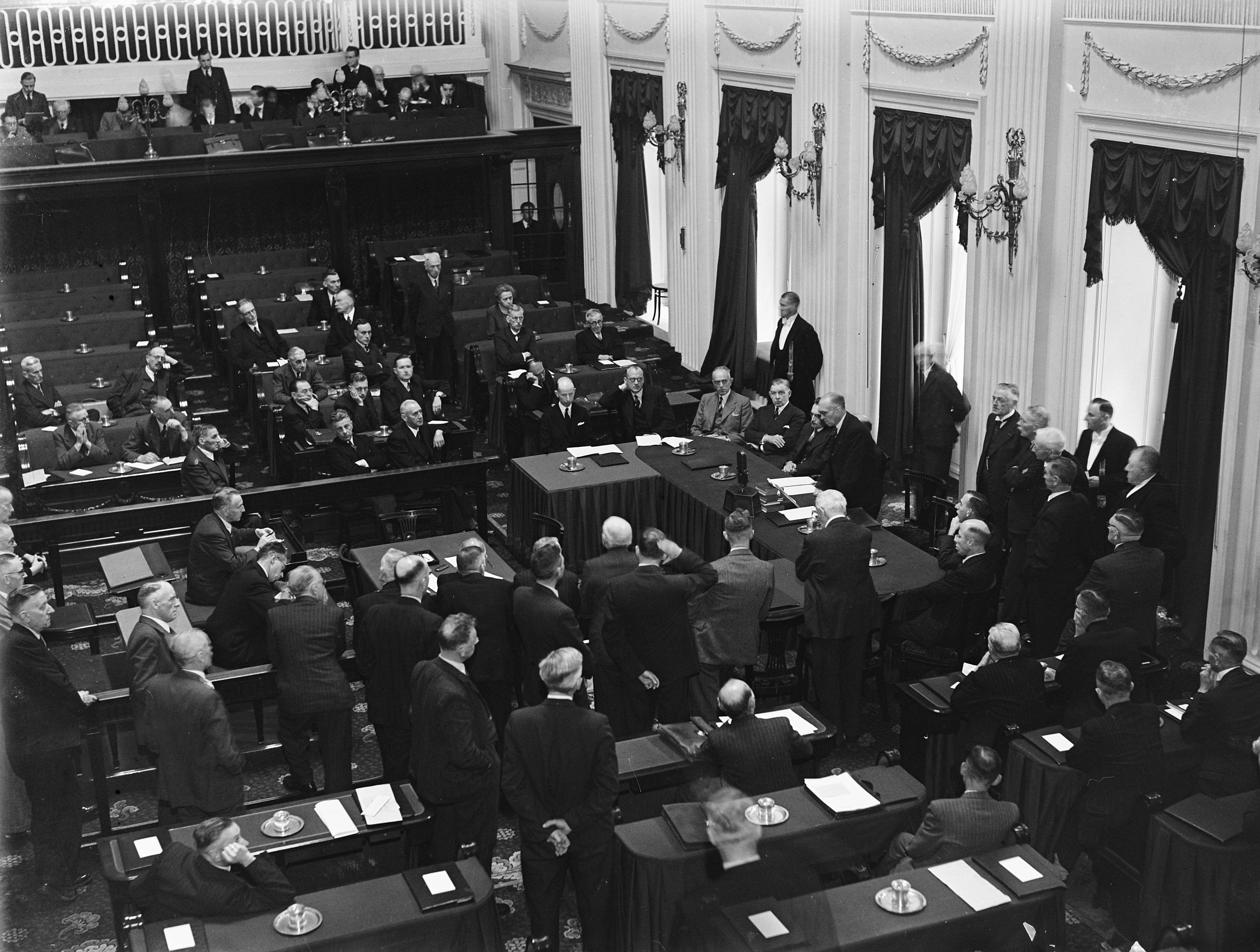
De nood-Tweede Kamer in oktober 1945 tijdens het afleggen van een regeringsverklaring over Nederlands-Indië door de minister van Overzeese Gebiedsdelen, prof. dr. J.H.A. Logemann.

In de periode september 1945 tot juni 1946 was er in Nederland een noodparlement, omdat het tijdens de oorlog onmogelijk was een nieuwe Tweede en Eerste Kamer te kiezen.
Aanvankelijk (september-november 1945) was er een onvoltallige Tijdelijke Staten-Generaal, die minder rechten en taken had dan een normaal parlement. In november 1945 werden de vacatures die tijdens de oorlog waren ontstaan, opgevuld, en kwam er een Voorlopige Staten-Generaal, die wel als volwaardig parlement fungeerde.
De opengevallen plaatsen in het parlement werden vervuld op basis van een voordracht door een speciale adviescommissie: de Nationale Advies Commissie. Naast gekozen leden waren er in de Voorlopige Staten-Generaal dus ook benoemde leden. Onder de nieuwe leden bevonden zich latere prominenten als Jaap Burger, Gerard Nederhorst, Freule Wttewaall van Stoetwegen en Dirk Stikker.

## Parlementloze tijdperk
Op 10 mei 1940, de dag van de Duitse aanval op Nederland, kwam de Tweede Kamer voorlopig voor het laatst bijeen. Hoewel er formeel niet genoeg leden waren om te vergaderen, besloot Kamervoorzitter Van Schaik toch de bijeenkomst door te laten gaan. Hij hield een korte rede waarin hij protesteerde tegen de Duitse inval. Minister-president De Geer was afwezig, hoewel door de Kamervoorzitter op zijn aanwezigheid was aangedrongen.
De Duitse bezetting maakte verder vergaderen van Tweede en Eerste Kamer onmogelijk. De regering was overigens uitgeweken naar Londen. Formeel bleef het parlement bestaan. Het dagelijkse bestuur werd uitgeoefend door de secretarissen-generaal (de hoogste ambtenaren) van de ministeries, maar die waren ondergeschikt aan de Duitse bezettingsmacht.
Vanaf 1941 werd een aantal leden van de Tweede Kamer voor korte of langere tijd als gijzelaar geïnterneerd. Sommige leden werden opgesloten in Duitse concentratiekampen.
Formeel liep de zittingsperiode van de in 1937 gekozen Tweede Kamer in september 1941 af. Enkele leden namen toen ontslag, maar het merendeel deed dat niet. De bezetter had bepaald dat alleen leden die ontslag hadden genomen, voor een pensioen in aanmerking kwamen. Vanuit de (illegale) politieke partijen werd erop aangedrongen dat leden niet zouden bedanken, om zo het Nederlandse parlement althans formeel in stand te houden.
Tijdens de oorlogsjaren kwamen ook enkele leden te overlijden. Van hen stierf de (Joodse) SDAP-afgevaardigde Alida de Jong in een concentratiekamp.
Voor de Eerste Kamer gold dat in 1940 de helft van de leden had moeten worden gekozen, en de andere helft in 1943. Ook daarvan kwam niets. In de Eerste Kamer ontstonden eveneens vacatures door overlijden. Onder de overledenen waren Colijn, die in Duitse ballingschap stierf, en de sociaaldemocraten De la Bella en Wiardi Beckman, die omkwamen in een concentratiekamp.

## Tijdelijke Staten-Generaal
In Londen had de regering-in-ballingschap aan de Buitengewone Raad van Advies gevraagd, hoe na de bevrijding kon worden voorzien in de democratische lacune. Het lid van de Raad Meyer Sluyser stelde een advies op, dat door de plenaire raad werd overgenomen. Het hield in, dat tijdelijk het vooroorlogse parlement zijn plaats zou innemen, en dat zou worden voorzien in de opvulling van de opengevallen plaatsen.
Het parlementloze tijdperk liep de eerste maanden na het einde van de oorlog nog enige tijd door. Op 2 augustus 1945 werd door het kabinet-Schermerhorn het Besluit Tijdelijke Staten-Generaal afgekondigd. Daarin werd bepaald dat de Kamers op grond van het Staatsnoodrecht tijdelijk zouden bestaan uit Kamerleden die op 10 mei 1940 lid waren, en uit personen die tussen 10 mei 1940 en september 1941 op wettige wijze door het Centraal Stembureau waren benoemd in vacatures die in die periode waren ontstaan.
Naast leden die ontslag hadden genomen (en uiteraard zij die overleden waren), werden enkele categorieën uitgezonderd. Het ging daarbij in de eerste plaats om de NSB-leden. Daarnaast zou een soort 'zuivering' plaatsvinden. Daartoe werd een zogenaamde verklaringscommissie in het leven geroepen, onder leiding van Frans Beelaerts van Blokland, de vicepresident van de Raad van State.
Er was niet echt sprake van een zuivering (met strafrechtelijke vervolging); de commissie bepaalde slechts of leden tijdens de oorlog 'goed' waren geweest. Zij nodigde alle leden uit voor een gesprek en won verder informatie in bij derden. Sommige leden weigerden overigens voor de commissie te verschijnen, maar dat was geen reden om hen niet meer toe te laten.
De commissie bepaalde van drie leden dat zij niet konden terugkeren in het parlement, omdat ze niet de juiste houding hadden ingenomen tijdens de bezetting. Het ging om het Tweede Kamerlid Kersten (SGP) en de Eerste Kamerleden Arie de Zeeuw (SDAP) en Alphonsus Maria Antonius Aloysius Steger (RKSP). Met name op het niet toelaten van de twee laatstgenoemden was veel kritiek, omdat de tegen hen ingebrachte beschuldigingen onjuist waren. Beroep was echter niet mogelijk.
Op 25 september en 18 oktober 1945 kwamen respectievelijk de Tweede en Eerste Kamer weer voor het eerst bijeen. In de Tweede Kamer waren toen 24 vacatures en in de Eerste Kamer 16.
Op grond van het Besluit Tijdelijke Staten-Generaal had het parlement alleen de bevoegdheid om over het wetsvoorstel Voorlopige Staten-Generaal te stemmen. De Tijdelijke Staten-Generaal misten bovendien enkele gewone parlementaire rechten zoals het recht van interpellatie. In oktober 1945 werd onder druk van de Kamer echter besloten dat ook mocht worden beraadslaagd over het verdrag tot oprichting van de Verenigde Naties en over de toestand in Nederlands-Indië.

## De Voorlopige Staten-Generaal
Oorspronkelijk had het kabinet-Schermerhorn een nieuw parlement in het leven willen roepen dat uit één Kamer zou bestaan. Na verzet daartegen was daarvan afgezien: het tweekamerstelsel bleef gehandhaafd.
Het door het kabinet ingediende wetsvoorstel Voorlopige Staten-Generaal bepaalde op welke wijze de tijdens de oorlog opengevallen plaatsen moesten worden vervuld. Die taak werd opgedragen aan een benoemingscommissie, die bestond uit de vicepresident van de Raad van State (tevens voorzitter van de commissie), uit twee Eerste- en drie Tweede Kamerleden, en uit vijf leden aangewezen door de zogenaamde Nationale Advies Commissie (N.A.C.).
De N.A.C. was een 45 leden tellende commissie die door de regering was ingesteld. Zij bestond voor een derde uit vertegenwoordigers van politieke partijen, voor een derde uit personen uit de illegaliteit en voor een derde uit figuren uit sociaal-economische organisaties.
De N.A.C. zou voor iedere vacature een voordracht van twee personen opstellen. Per open plaats werd een van de twee voorgedragen personen door de benoemingscommissie tot lid benoemd.
Bij de voordrachten werd rekening gehouden met de politieke verhoudingen zoals die in 1940 bestonden, met dien verstande dat de zetels van NSB'ers zouden worden opgevuld door oud-verzetsstrijders. In de Eerste Kamer zou ook één communist komen.
Vooral van de zijde van de ARP was er verzet tegen het voorstel. Die partij vond dat de vacatures moesten worden opgevuld overeenkomstig de vooroorlogse kandidatenlijsten.
Op achtereenvolgens 11 en 25 oktober 1945 namen de Tweede en Eerste Kamer het wetsvoorstel Voorlopige Staten-Generaal aan. Behalve de ARP en de SGP stemden in de Eerste Kamer ook enkele CHU-leden tegen. De wet werd op 26 oktober gepubliceerd (Staatsblad 1945, F 241).
Hierna werden de voordrachten opgesteld en werden de nieuwe parlementariërs benoemd.
Nieuw benoemde Tweede Kamerleden waren onder anderen:
- Wim de Kort (KVP)
- Jaap Burger (SDAP)
- Gerard Nederhorst (SDAP)
- Jan Smallenbroek (ARP)
- Jkvr. Wttewaall van Stoetwegen (CHU)
- Henk Korthals (LSP)
- Paul de Groot (CPN)
- Corry Tendeloo (VDB)
- Gerben Wagenaar (CPN)
- Frans Goedhart (partijloos)

Zowel de SDAP'er Nico Palar als de partijloze Setyadjit Soegondo waren van Indische afkomst.
Van de nieuwe Eerste Kamerleden kunnen worden genoemd:
- Jan van den Brink (RKSP)
- Nico Donkersloot (SDAP)
- Charles Welter (RKSP)
- Dirk Stikker (liberaal)

Ook hier werd een Indische Nederlander benoemd, namelijk Mohamed Pamontjak.
Op 20 november 1945 werd de zitting van het nieuwe parlement door koningin Wilhelmina met een troonrede geopend.
De Voorlopige Staten-Generaal bestonden tot 4 juni 1946. Op 16 mei 1946 werden er voor het eerst weer Tweede Kamerverkiezingen gehouden.